# Electrocute
Electrocute ist ein Musikprojekt, das 2002 von einer US-Amerikanerin und einer Österreicherin in Berlin ins Leben gerufen wurde. Die Musik von Electrocute ist Electroclash mit starken Rock-Elementen.

## Geschichte
In Berlin gründete Nicole Morier aus Albuquerque zusammen mit ihrer Weggefährtin Mia Dime, nachdem diese von einem Aufenthalt in Los Angeles zurückgekehrt war, im Jahr 2002 die Band Electrocute. Der Musikstil ist inspiriert vom florierenden Elektropop Berlins, mischt diesen jedoch mit Rock-Elementen.
Bei der Plattenfirma Emperor Norton Records erschienen die erste EP und das erste Album. Anschließend verließ Mia Dime die Band und wurde für die folgende Tour, die durch drei Kontinente und unter anderem auch zum Big Day Out 2005 führte, durch Holly Doll aus Johnson City (Tennessee) ersetzt. In Australien kam Morier in Kontakt zu Legs Le Brock, die fortan als festes Mitglied bei Electrocute einstieg.
Durch eine hohe Konzertanzahl erhöhte sich die Bekanntheit. Während Live-Konzerten wird das Duo dabei stets von drei weiteren Musikern unterstützt. Zudem steuerte die Band auch jeweils ein Lied zum Soundtrack der Filme Der SpongeBob Schwammkopf Film („Bikini Bottom“, 2004) und 21  („Mad Pursuit“, 2008) bei.
2008 wurde eine weitere EP, On the Beat, unter der Mitwirkung des holländischen Musikers Junkie XL, veröffentlicht.
Am 11. Juni 2009 wurde ein weiteres Album mit dem Titel Double Diamond veröffentlicht.

## Diskografie

### Alben
- 2005: Troublesome Bubblegum (Emperor Norton (ENR70742))
- 2009: Double Diamond (Pony Up Records (XQGA-1004))

### EPs
- 2003: Tribute to Your Taste (Emperor Norton (EMN7064-2))
- 2003: I Love My Daddy
- 2008: On the Beat (Germs of Youth (GERMS001) / Sargent Records (SRCD1002))

### Singles
- 2002: I Love My Daddy / Sugar Buzz (Emperor Norton (EMN37-7))
- 2004: Fun is a Floppy Bitch (Vinyl-Single, Emperor Norton (ENR 591))
- 2005: Shag Ball
- 2005: Cops Copulating
- 2008: Bed Legs
- 2008: Mad Pursuit
- 2008: On the Beat

### Beiträge zu Kompilationen
- 2005: Kissen Müssen auf dem Sampler Bleib Gold, Mädchen (MerMer Records (MerMer003))